# Dreams Come True (aespa의 노래)
〈Dreams Come True〉(한국어: 드림스 컴 트루)는 대한민국의 걸 그룹 aespa의 참여 앨범으로, 2021년 12월 20일에 발매되었다. 1998년 발매된 동명의 S.E.S의 노래를 재해석한 것이다.